# 6023 Tsuyashima
A 6023 Tsuyashima (ideiglenes jelöléssel 1992 UQ4) a Naprendszer kisbolygóövében található aszteroida. Endate, K., Vatanabe Kazuró fedezte fel 1992. október 26-án.